# Sant Andreu de Bancells
Sant Andreu de Bancells és una parròquia dins del terme de Vilanova de Sau, a Osona. Rep el nom del Mas Bancells, a l'entorn del qual va anar creixent el poblament.
El primer esment del lloc data de 1101. L'església és del segle xi, romànica, amb restauracions del XVII. Situada al cor de les Guilleries, la seva població no ha ultrapassat gaire el centenar d'habitants. Essent el moment de la seva màxima esplendor a mitjans del segle xix quan va arribar a fregar les 200 ànimes en una trentena de masies. Actualment, té una dotzena d'habitants que mantenen només 5 masos.

## Església de Sant Andreu
És una església de nau única amb creuer marcat. L'absis és orientat a llevant i presenta decoracions d'arquets i lesenes llombardes amb decoracions de serreta a la part superior. La façana té un portal dovellat, un òcul i un campanar de torre al damunt, cobert a quatre vessants i amb les campanes. A la part esquerra hi ha un cos afegit que fa de sagristia. La coberta es veu sobrealçada tant als murs laterals com a la façana.
És bastida amb pedra rogenca, típica de les Guilleries, i en algunes parts està arrebossada. A la part posterior i esquerra de la façana hi ha el cementiri.

## Rectoria
La rectoria en forma de L aprofita el desnivell del terreny. Els dos portals d'entrada estan situats a la part més llarga del tram orientat a llevant. Ambdós portals són dovellats, un amb les dovelles més grans que l'altre. El tram més curt està sostingut per grossos contraforts. Els materials constructius són la pedra i el morter.

## Història
L'església és esmentada el 1101 tot i que devia existir molt abans. Fou reformada i segurament sobrealçada al segle xvii, quan es construí el portal (1624) i al segle xviii s'hi edificà el campanaret de torre (1776). Malgrat les reformes guarda a la part de la capçalera les típiques decoracions llombardes característiques del segle xi.
La història de la rectoria va lligada a la de la parròquia de Sant Andreu de Bancells. Segurament fou restaurada i ampliada ensems que l'església, al segle xviii, ja que el portal d'entrada està datat el 1717. Degut a la despoblació de la zona i als mitjans de comunicació la rectoria es trobava deshabitada, fins que el bisbat la va llogar a uns particulars, que s'encarreguen també de tenir cura de l'església.